# رون وارنر (لاعب كرة قاعدة)
رون وارنر (بالإنجليزية: Ron Warner)‏ هو لاعب كرة قاعدة أمريكي، ولد في 2 ديسمبر 1968.

## وصلات خارجية
- رون وارنر على موقعبيزبول رفرنس.كوم (الدوري الثانوي) (الإنجليزية)